# No Judgement
No Judgement é uma canção do cantor irlandês Niall Horan. Foi lançada pela Capitol Records em 7 de fevereiro de 2020, como terceiro single do seu segundo álbum de estúdio, Heartbreak Weather (2020).

## Antecedentes
Horan anunciou o lançamento da música em 4 de fevereiro de 2020.

## Videoclipe
O videoclipe foi lançado em 7 de fevereiro de 2020. No vídeo, o cantor está todo despreocupado enquanto assiste a momentos nem tão românticos de um casal de idosos.

## Desempenho nas tabelas musicais
| Tabela Musical (2020)                              | Melhor posição |
| -------------------------------------------------- | -------------- |
| Austrália - Australia Digital Tracks (ARIA)        | 37             |
| Bélgica (Ultratip Flanders)                        | 15             |
| Bélgica (Ultratip Wallonia)                        | 30             |
| Irlanda (IRMA)                                     | 20             |
| Países Baixos (Dutch Top 40)                       | 38             |
| Nova Zelândia - New Zealand Hot Singles (RMNZ)     | 11             |
| Escócia (Official Charts Company)                  | 39             |
| Reino Unido - UK Singles (Official Charts Company) | 70             |
| Estados Unidos (Billboard Hot 100)                 | 97             |
| Estados Unidos - Adult Top 40 (Billboard)          | 30             |
| Estados Unidos - Mainstream Top 40 (Billboard)     | 36             |
| Estados Unidos - Rolling Stone Top 100             | 83             |

## Histórico de lançamento
| Local          | Data                    | Formato(s)                 | Versão              | Gravadora | Ref.   |
| -------------- | ----------------------- | -------------------------- | ------------------- | --------- | ------ |
| Vários         | 7 de fevereiro de 2020  | Download digital streaming | Original            | Capitol   | [ 4 ]  |
| Austrália      | 7 de fevereiro de 2020  | Rádios mainstream          | Original            | EMI       | [ 19 ] |
| Estados Unidos | 10 de fevereiro de 2020 | Rádios hot AC              | Original            | Capitol   | [ 20 ] |
| Estados Unidos | 11 de fevereiro de 2020 | Rádios mainstream          | Original            | Capitol   | [ 21 ] |
| Itália         | 21 de fevereiro de 2020 | Rádios mainstream          | Original            | Universal | [ 22 ] |
| Vários         | 28 de fevereiro de 2020 | Download digital streaming | Remix de Steve Void | Capitol   | [ 23 ] |
| Vários         | 6 de março de 2020      | Download digital streaming | Acústico            | Capitol   | [ 24 ] |
| Itália         | 20 de março de 2020     | Rádios mainstream          | Remix de Steve Void | Universal | [ 25 ] |